# Nationalpark Desierto de los Leones
Der Nationalpark Desierto de los Leones (span. Parque Nacional Desierto de los Leones), kurz Desierto de los Leones („Löwenwüste“), ist ein Nationalpark im Distrito Federal de México (Hauptstadtbezirk oder Bundesdistrikt) in Mexiko. Der Park ist 1866 Hektar groß und befindet sich etwa 20 km südwestlich des historischen Stadtzentrums von Mexiko-Stadt an der Straße nach Toluca auf etwa 3000 m Meereshöhe auf dem Gebiet der Stadtbezirke (Delegaciónes) Cuajimalpa de Morelos und Álvaro Obregón.

## Geschichte
Das Gebiet wurde im Jahr 1917 von Präsident Venustiano Carranza zum Nationalpark erklärt. Es ist damit das erste Areal in Mexiko, das mit diesem Status versehen wurde. Bereits 1876 war dort zum Schutz der im Park vorkommenden Quellen, die Mexiko-Stadt mit Wasser versorgten, ein Naturschutzgebiet eingerichtet worden.
Mitten im Park befindet sich ein ehemaliges Karmeliterkloster, das Ex Convento del Carmen, das im Jahr 1606 von dem Architekten Andrés de Segura (1577–1652), besser unter seinem Ordensnamen Fray Andrés de San Miguel bekannt, erbaut wurde und noch weitgehend erhalten ist. Der Park mit dem Kloster, das ein Beispiel kolonialer Architektur darstellt, ist sowohl Anziehungspunkt für Touristen als auch Ausflugsziel der Hauptstadtbewohner.
Heute steht der Nationalpark (IUCN-Kategorie II) unter der Verwaltung der Comisión Nacional de Áreas Naturales Protegidas (CONANP).

## Flora und Fauna
In dem überwiegend aus Kiefern und Tannen bestehenden Wald des Parks finden sich als wichtigste Arten die Heilige Tanne (Abies religiosa) und Pinus hartwegii. In dem Gebiet gibt es mit über 100 registrierten Arten eine große Vielfalt an Pilzen. An Tieren leben dort unter anderem der Graufuchs (Urocyon cinereoargenteus), der Weißwedelhirsch (Odocoileus virginianus), das Nordopossum (Didelphis virginiana), das Florida-Waldkaninchen (Sylvilagus floridanus), das mexikanische Baumwollschwanzkaninchen (Sylvilagus cunicularius), der Waschbär (Procyon lotor) und der Kojote (Canis latrans).